# Schweizer SGS 2-8
Lo Schweizer SGS 2-8 fu un aliante da addestramento biposto ad ala media sviluppato dall'azienda aeronautica statunitense Schweizer Metal Aircraft Company nella seconda metà degli anni trenta.

## Storia del progetto
Durante gli anni venti e trenta il volo a vela era spesso un'attività autodidattica o insegnata solamente su modelli di aliante monoposto, con l'istruttore che a bordo di un autoveicolo, il quale aveva il compito di trainare il velivolo, indicava allo studente le manovre da effettuare con segnali con le mani. Dalla metà degli anni trenta i vantaggi di poter disporre di alianti biposto iniziarono ad essere riconosciuti anche dagli istruttori.
Già agli inizi degli anni trenta negli Stati Uniti d'America furono presentati al pubblico un buon numero di modelli di alianti biposto tra i quali il Gross Sky Ghost nel 1932, il Funk two-place ed il Bowlus-duPont two place, questi ultimi portati in volo nel 1933.
Verso la fine del 1937 i responsabili dell'Airhoppers Gliding Club, aeroclub di Long Island, New York, contattarono i fratelli Ernest e Paul A. Schweizer al fine di avviare lo sviluppo di un nuovo modello di aliante biposto specificatamente progettato per l'addestramento.
La Schweizer Metal Aircraft Company, allora denominazione dell'azienda di proprietà del fratelli Schweizer, disegnò un modello che integrava alcune inusuali, per il tipo di velivolo e per l'epoca, soluzioni tecniche, caratterizzato dalla costruzione mista, con cellula che abbinava la struttura in tubi in acciaio saldati ricoperta da tela trattata della fusoliera alla velatura monoplana posizionata medio-alta irrobustita da una coppia, una per lato, di aste di controvento, con le semiali realizzate in alluminio assemblate grazie all'abbondante uso di viti autofilettanti e con un limitato numero di rivetti.
Nell'inverno tra il 1937 ed il 1938 l'azienda costruì il prototipo del modello indicato come 2-8. Una volta completato. questo venne portato in volo per la prima volta nel giugno 1938, in tempo per poter essere iscritto all'US National Soaring Championships, i campionati nazionali di volo a vela.
Avviata la produzione in serie, la prima dozzina di 2-8 venne consegnata sia a club che a singoli utenti privati benché a quel tempo non avesse ancora ricevuto il certificato di tipo da parte della Federal Aviation Administration (FAA). Uno dei 2-8 venne ordinato dalla Soaring Society of America come velivolo personale del loro direttore generale, Henry Wightman, volando dall'area di Washington.
Al momento della vendita a SSA, Bob McDowell, il notaio che autenticò l'atto di vendita, suggerì agli Schweizer di trasferire la produzione dei modelli dal granaio della fattoria del padre all'area di Elmira, New York, necessità legata alla difficoltà delle operazioni di costruzione ed assemblaggio in uno spazio oramai insufficiente; tuttavia mancava la capacità economica per poter concretizzare il suggerimento. McDowell si incaricò quindi di promuovere la causa alla Elmira Industries Inc, la società di sviluppo imprenditoriale locale, ottenendo un accordo che prevedeva la collocazione delle attività Schweizer al secondo piano dell'Elmira Knitting Mill Building in cambio dell'acquisto di azioni della società. Da qui la Schweizer Metal Aircraft Company, grazie alle cessione di parte delle azioni alla Elmira Industries, ad imprenditori locali e a piloti di aliante, si trasformò nella Schweizer Aircraft Corporation.
Gli ordini per il 2-8 si moltiplicarono, sottoscritti da un gruppo di dipendenti della Bell Aircraft, un gruppo di giovani, un buon numero di scuole di volo a vela e diversi utenti privati.
Il 2-8 ricevette il certificato di tipo GTC 5 il 28 giugno 1940. Il certificato è attualmente detenuto dalla K & L Soaring di Cayuta, New York, azienda che provvede all'assistenza ed al supporto con la produzione di parti di ricambio per tutta la linea di produzione degli alianti Schweizer. Il modello di produzione è indicato come SGS 2-8 negli esemplari costruiti interamente dall'azienda di Elmira, SGS 2-8A invece per quelli autocostruiti da kit sempre forniti dalla Schweizer Aircraft.

## Impiego operativo

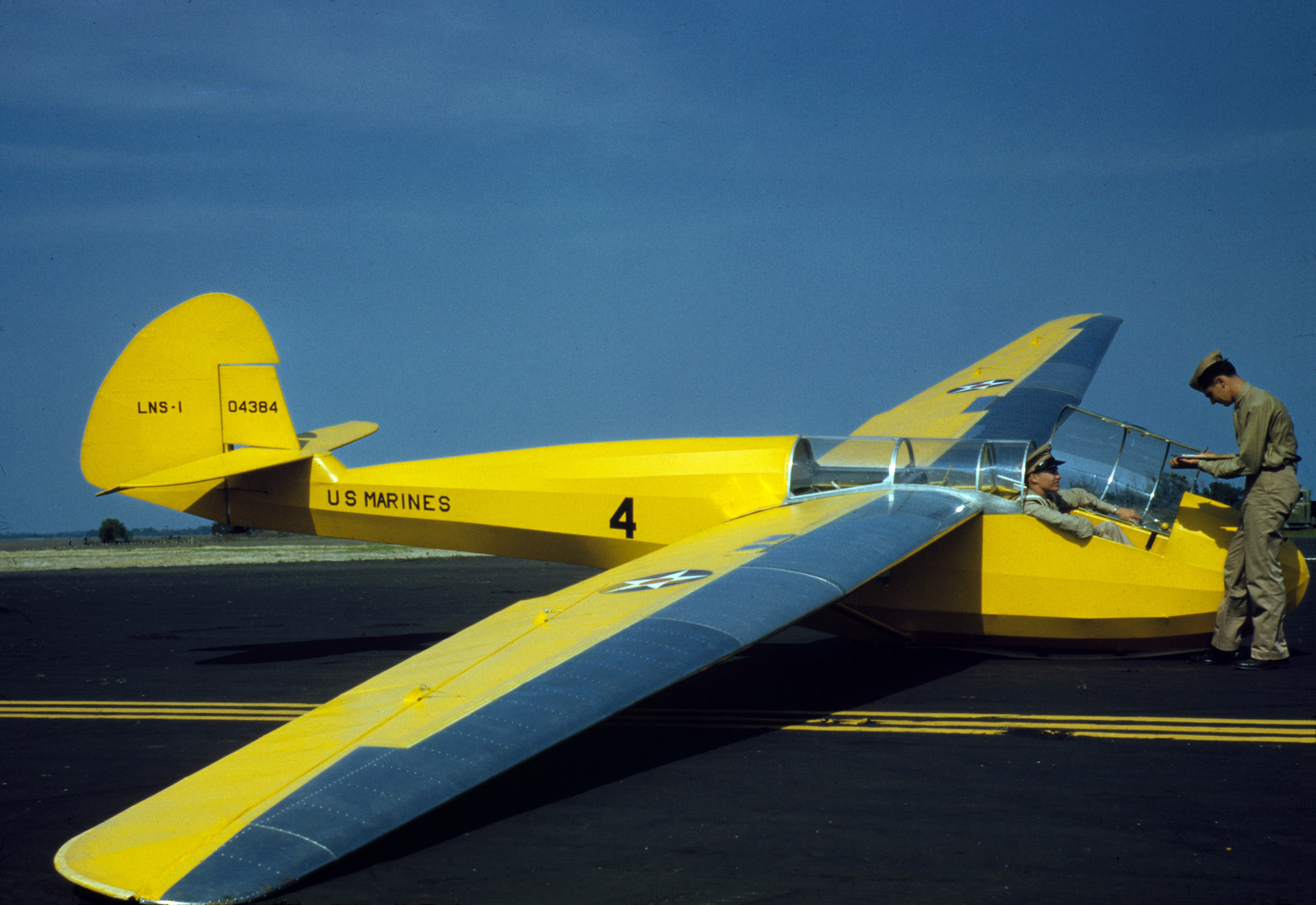
LNS-1 a Parris Island, 1942.

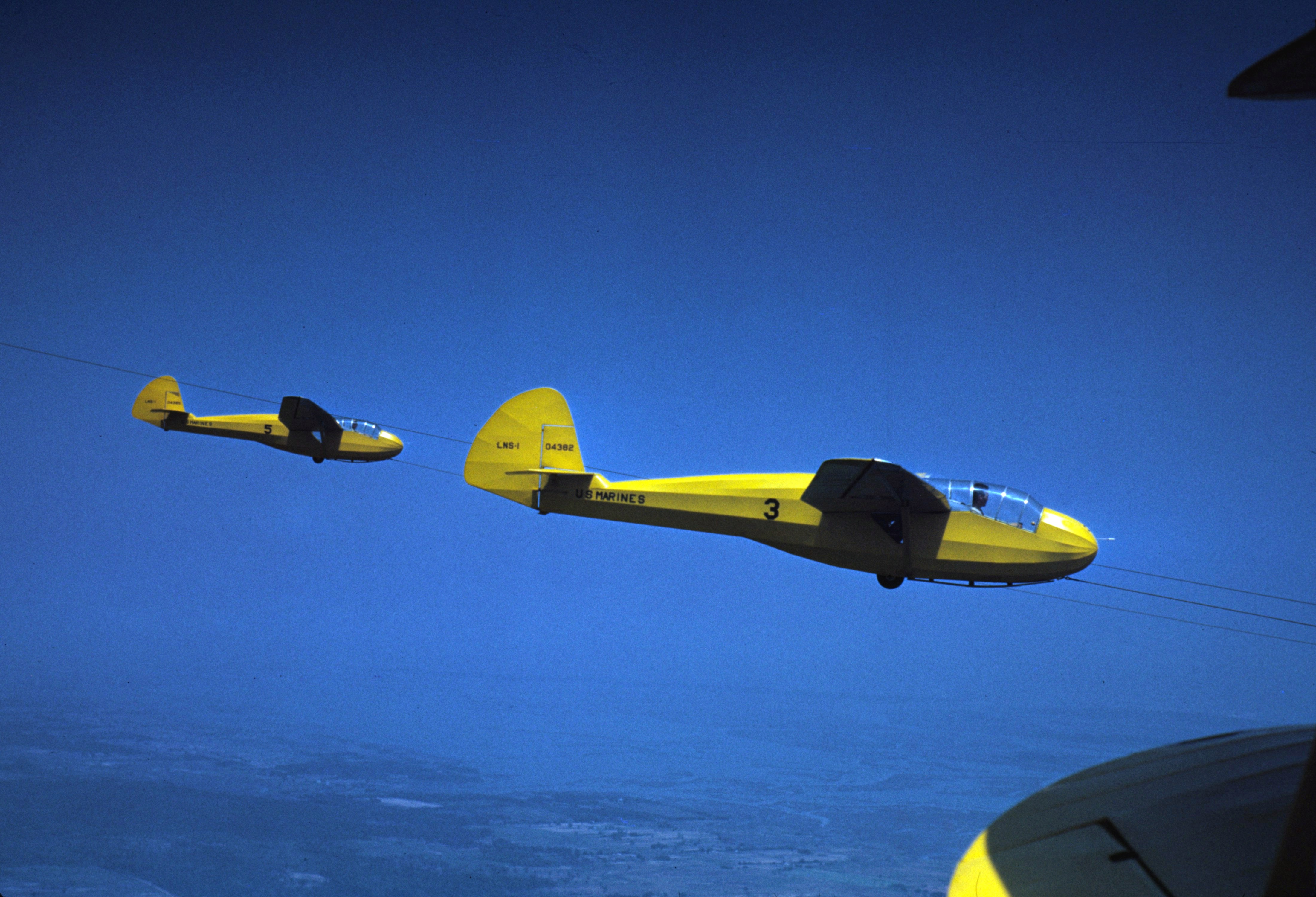
Tre LNS-1 trainati, fuori campo, da aerei da addestramento Naval Aircraft Factory N3N.

Nell'aprile 1941 i fratelli Schweizer vennero contattati dalle autorità militari dell'United States Army, l'esercito degli Stati Uniti d'America, per pianificare una fornitura di alianti adatti alla formazione di piloti militari per la propria componente aerea, l'United States Army Air Forces. I vertici USAAF rimasero impressionati dall'apporto fornito alle operazioni dai DFS 230 della Luftwaffe durante la conquista del Forte Eben-Emael, fortezza belga situata tra Liegi e Maastricht, al confine con la Germania nei pressi del canale Alberto e, seppur considerata inespugnabile, velocemente conquistata dalla Wehrmacht nell'ambito dell'invasione del Benelux e del nord della Francia. L'esercito decise quindi di avviare un programma di addestramento specifico per la formazione di piloti militari destinati agli alianti ed emise un ordine di fornitura per la valutazione di un modello adatto allo scopo. La Schweizer Aircraft ritenne il SGS 2-8 il velivolo ideale per ricoprire quel ruolo.
Il 10 agosto 1941 l'USAAF in merito agli appalti del 2-8 rilasciò la seguente dichiarazione:
Nella prima parte del 1942 il tenente generale William S. Knudsen del War Production Board condusse un'ispezione alla Schweizer, ancora situata al secondo piano dell'Elmira Knitting Mill. Osservando l'antiquato sito di produzione si rivolse ai fratelli Schweizer esortandoli ad "uscire di qui". Knudsen fu determinante nello spostamento della linea di produzione del 2-8 al nuovo impianto costruito per conto della Schweizer Aircraft dalla Defense Plants Corporation nelle strutture dell'Aeroporto della Contea di Chemung, allora in procinto di essere completato.
Anche la United States Navy, la marina militare statunitense, ed il United States Marine Corps emisero ordini per i 2-8 nel ruolo di alianti da addestramento.
Dato che l'alluminio e l'acciaio impiegato nella costruzione del 2-8 vennero entrambi dichiarati materiali strategici, fu necessario elaborare un progetto che permettesse di sostituire tali metalli. La Schweizer avviò quindi lo sviluppo dello Schweizer SGS 2-12 come variante di costruzione interamente lignea del 2-8, incorporando inoltre alcuni miglioramenti come ad esempio un'ala montata bassa ed a sbalzo per migliorare la visibilità dell'istruttore. Il 2-12 riuscì anch'esso ad ottenere un contratto di fornitura ed avviato alla produzione, adottato dalle forze armate con la designazione TG-3A: la produzione si attesterà al termine su 114 esemplari realizzati.

### Risultati sportivi e record
Il 2-8, a causa del suo non elevato valore di rapporto di planata (23) e della VNE di appena 117 km/h (72 mph) risulta essere impegnativo nel mantenimento in volo per lunghe distanze. Portato in volo numerose volte nelle competizioni aeronautiche di volo a vela riuscì a conquistare una serie di primati in una sola occasione, tra i quali un volo che ai comandi di Bob Stanley ed Ernie Schweizer riuscì a coprire la distanza di 373 km (232 mi) tra Elmira a Washington.
In seguito il pilota d'alianti Dick Johnson ai comandi di un 2-8 riuscì ad ottenere un record sulla distanza a più tappe coprendo 499 km (310 mi).

## Versioni
SGS 2-8
designazione aziendale del modello.
SGS 2-8A
designazione degli SGS 2-8 assemblati da kit aziendali, accettati come velivoli certificati. I modelli assemblati da kit risultavano identici agli SGS 2-8 costruiti dall'azienda.
TG-2
designazione assegnata agli SGS 2-8 dall'United States Army, contrazione di "Training Glider 2", destinati ai reparti USAAF.
TG-2A
designazione assegnata agli SGS 2-8 precedentemente venduti sul mercato dell'aviazione civile e acquistati in seguito dallo United States Army per l'addestramento militare.
LNS-1
designazione degli esemplari di produzione in serie destinati alla US Navy ed agli US Marines.

## Utilizzatori
Stati Uniti
- United States Army Air Corps
- United States Army Air Forces
- United States Marine Corps
- United States Navy

### Pubblicazioni
- (EN) Bob Said, 1983 Sailplane Directory, in Soaring Magazine, Soaring Society of America, novembre 1983, USPS 499-920.